# Hommerdingen
Hommerdingen ist eine Ortsgemeinde im Eifelkreis Bitburg-Prüm in Rheinland-Pfalz. Sie gehört der Verbandsgemeinde Südeifel an.

## Geographie
Die Gemeinde liegt im Naturpark Südeifel.
Nachbarorte von Hommerdingen sind die Ortsgemeinden Nusbaum im Nordosten, Kruchten im Süden, Körperich im Westen und Hüttingen bei Lahr im Nordwesten.

## Geschichte

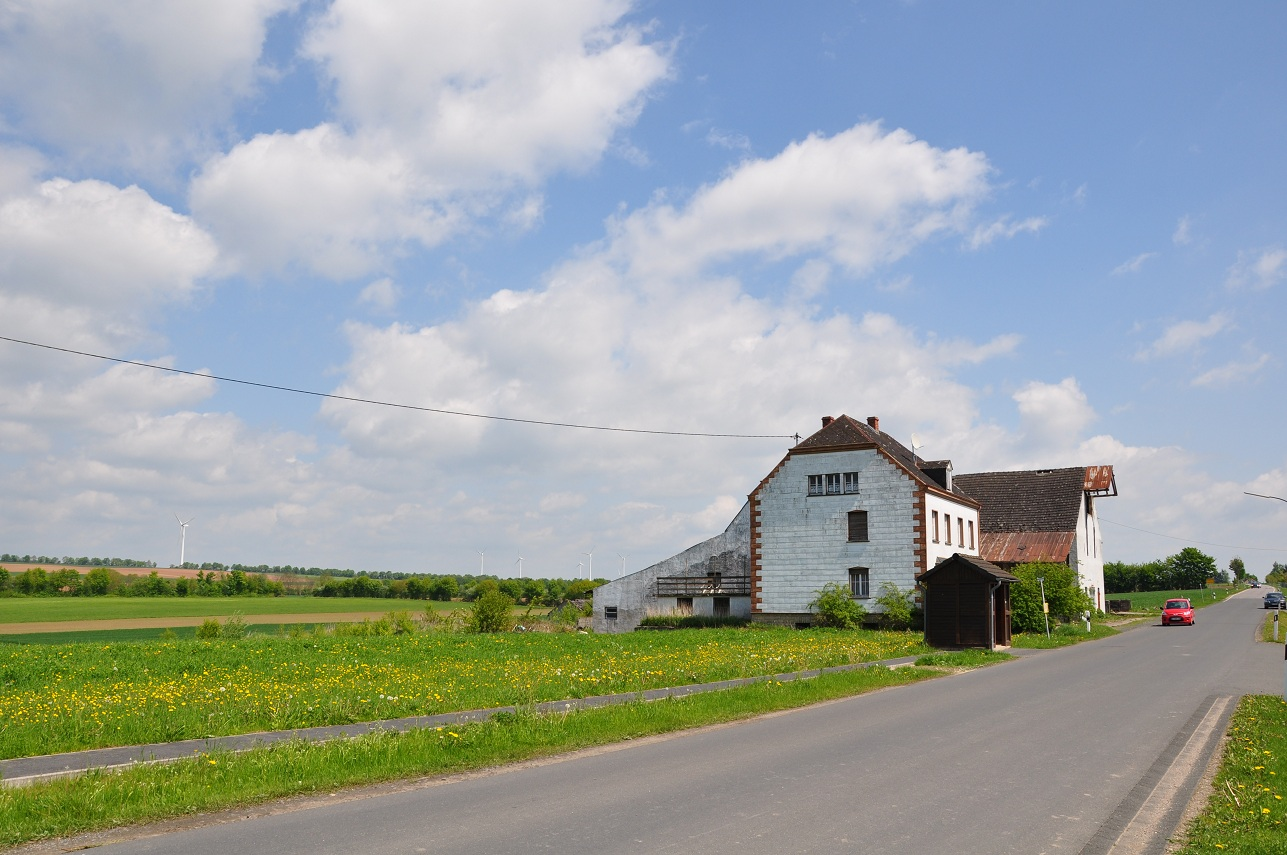
Hommerdingen in Richtung Nusbaum

Das Fundstellenverzeichnis des Rheinischen Landesmuseums Trier verzeichnet nördlich von Hommerdingen eine römische Siedlungsstelle, die allerdings nicht näher lokalisiert wird.
Der Ort wurde erstmals 1317 als Humircingen erwähnt. Weitere Namensformen sind 1392 Hummerdingen, 1501 Hemertingen und 1570 Homerdingen. 1615 gehörte der Ort mit einem Stockgut zur Meierei Nusbaum, bis zur französischen Annexion 1794 zur Grafschaft Vianden. Durch die Inbesitznahme des Linken Rheinufers wurde Hommerdingen Teil der Französischen Republik (bis 1804) und anschließend des Französischen Kaiserreichs. Verwaltungsmäßig wurde der Ort der Mairie Kruchten im Kanton Vianden des Arrondissements Diekirch im Wälderdepartement zugeordnet. Nach der Niederlage Napoleons kam der Ort aufgrund der 1815 auf dem Wiener Kongress getroffenen Vereinbarungen zum Königreich Preußen und gehörte nun zur Bürgermeisterei Kruchten im Landkreis Bitburg des Regierungsbezirks Trier, der 1822 Teil der neu gebildeten preußischen Rheinprovinz wurde. In den 1860er Jahren ging die Bürgermeisterei Kruchten in einer vergrößerten Bürgermeisterei Körperich auf. Nach dem Ersten Weltkrieg zeitweise wieder französisch besetzt und nach dem Zweiten Weltkrieg der französischen Besatzungszone zugeordnet, ist der Ort seit 1946 Teil des damals neu gebildeten Landes Rheinland-Pfalz.
Statistik zur Einwohnerentwicklung
Die Entwicklung der Einwohnerzahl von Hommerdingen, die Werte von 1871 bis 1987 beruhen auf Volkszählungen:
| Jahr | Einwohner |
| ---- | --------- |
| 1815 | 50        |
| 1835 | 60        |
| 1871 | 70        |
| 1905 | 100       |
| 1939 | 533       |
| 1950 | 101       |
| 1961 | 98        |

| Jahr | Einwohner |
| ---- | --------- |
| 1970 | 92        |
| 1987 | 72        |
| 1997 | 53        |
| 2005 | 52        |
| 2011 | 57        |
| 2017 | 62        |
| 2023 | 88        |

## Politik

### Gemeinderat
Der Gemeinderat in Hommerdingen besteht aus sechs Ratsmitgliedern, die bei der Kommunalwahl am 9. Juni 2024 in einer Mehrheitswahl gewählt wurden, und dem ehrenamtlichen Ortsbürgermeister als Vorsitzendem.

### Bürgermeister
Michael Pelletier sen. wurde 1994 Ortsbürgermeister von Hommerdingen. Da bei der Direktwahl am 26. Mai 2019 kein gültiger Wahlvorschlag eingereicht wurde, oblag die Neuwahl des Bürgermeisters gemäß rheinland-pfälzischer Gemeindeordnung dem Rat. Dieser bestätigte Pelletier auf seiner konstituierenden Sitzung am 25. Juli 2019 für weitere fünf Jahre in seinem Amt. Für die Direktwahl am 9. Juni wurde erneut kein Wahlvorschlag eingereicht. Die Neuwahl des Bürgermeisters ist damit wieder Aufgabe des neu gewählten Rates. Seine konstituierende Sitzung ist für den 15. August 2024 angesetzt.

### Wappen
| Wappen von Hommerdingen | Blasonierung: „Rot durch aufsteigende eingebogene silberne Spitze, darin blaue Fontäne aus rotem Brunnenbecken mit je vier seitlichen Kaskaden, gespalten, rechts silbernes Glevenkreuz, links silberne Balkenwaage.“ |
| Wappen von Hommerdingen | |

## Kultur und Sehenswürdigkeiten
- Kapelle gegenüber Kapellenstraße 12
- Wohnteil eines ehemaligen Quereinhauses von 1794 in der Kapellenstraße 10
- Wanderwege in und um Hommerdingen[10]

Siehe auch: Liste der Kulturdenkmäler in Hommerdingen
Zu den regelmäßigen Veranstaltungen zählen
- Jährliches Kirmes- bzw. Kirchweihfest findet am ersten Wochenende im Oktober statt.
- Burgenbrennen am ersten Sonntag nach Aschermittwoch (sogenannter Scheef-Sonntag)[11]

## Verkehr
Hommerdingen liegt an der Landesstraße L 2. Im Ort zweigt die Kreisstraße K 3 von ihr ab.